# Мюлуз (футбольний клуб)
«Мюлуз» (фр. FC Mulhouse) — французький (у 1893—1918 та 1940—1945 роках — німецький) футбольний клуб з однойменного міста, заснований в 1893 році, і є другим за старшинством після «Гавра» існуючим французьким футбольним клубом. Домашні матчі проводить на арені «Стад де л'Ілль», що вміщає 11 300 глядачів. У Лізі 1 «Мюлуз» провів в цілому 6 сезонів, останнім з яких став сезон 1989/90. Найкращим результатом в чемпіонатах Франції, є для клубу є 6-те місце в сезоні 1934/35.

## Історія
Футбольний клуб «Мюльгаузен 1893» (нім. FC Mülhausen) був утворений 1893 року у місті Мюльгаузен, провінція Ельзас-Лотарингія Німецької імперії, двома англійськими студентами-хіміками, які познайомили із спортом своєї батьківщини однокурсників. У 1904 році клуб вступив до Асоціації футбольних клубів Південної Німеччини і з сезону 1904/05 став виступати у чемпіонаті Південної Німеччини.

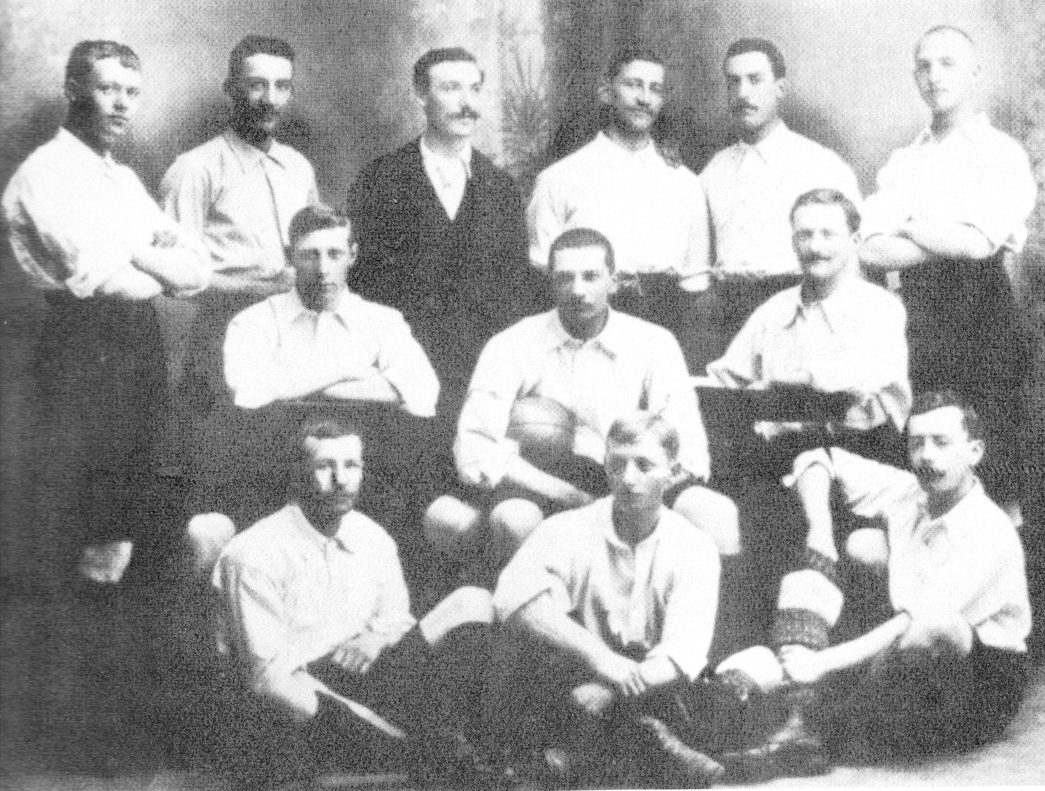
«Мюльгаузен 1893» у 1894 році.

Після Першої світової війни територія Ельзасу відійшла до Франції і місто змінило назву на Мюлуз. Клуб, що отримав однойменну назву, у 1919 році був включений до Федерації футболу Франції і став виступати у чемпіонаті Ельзасу. У цьому турнірі клуб був одним із лідерів, ставши чемпіоном у 1921 році, а потім п'ять разів поспіль з 1928 по 1932 рік.
1932 року клуб отримав професіональний статус і став співзасновником Національного чемпіонату, першого загальнофранцузького професіонального футбольного турніру. Там «Мюлуз» у дебютному сезоні 1932/33 зайняв останнє 10-те місце і покинув елітний дивізіон. У 1934 році клуб повернувся до вищої ліги і зіграв ще три сезони, досягши рекордного для себе 6-го місця в сезоні 1934/35. Після вильоту в 1937 році «Мюлуз» багато років грав у нижчих лігах.
З початком Другої світової війни Ельзас був захоплений Німеччиною і клуб, повернувши колишню назву «Мюльгаузен 1893» і втративши професіональний статус, який був відсутній у Німеччині, став виступати у Гаулізі Ельзас. Клуб ставав чемпіоном Ельзасу у 1941, 1943 та 1944 роках і виходив до фінального загальнонімецького етапу, де серйозних здобутків не отримав. Клуб припинив виступи по ходу сезону 1944/45, коли союзні війська захопили цю територію.
Сезон 1945/46 клуб розпочав у другому дивізіоні чемпіонату Франції, але зайняв останнє 14-те місце і вилетів до аматорського футболу, де виступав до 1970 року. Отримавши фінансову підтримку компанії Peugeot, яка побудувала великий завод біля Мюлуза, клуб 1970 року повернувся до професіонального другого дивізіону, а у сезонах 1982/83 та 1989/90 ще двічі грав у вищому дивізіоні країни, але обидва рази займав останнє 20-те місце і понижувався у класі.
У травні 1999 року клуб подав заяву про банкрутство, втратив професіональний статус, і опустився в четвертий за рівнем дивізіон, а 2004 року — у п'ятий.

## Відомі гравці
Франція
- Арсен Венгер
- Раймон Доменек
- Жан-Марк Гію
- Люсьєн Лоран
- П'єр Племельден
- Дідьє Сікс
- Яннік Стопіра
- Бернар Женгіні
- Франсіс Жийо

 Аргентина
- Нестор Субіат

 Алжир
- Салах Ассад
- Алі Буафіа

 Австрія
- Франц Веселік

 Болгарія
- Борислав Михайлов

 Данія
- Йон Еріксен

 Німеччина
- Едмунд Конен
- Манфред Кальц
- Карл Шотт

 Гана
- Абеді Пеле

 Марокко
- Гаріб Амзін

 Нідерланди
- Кес Кіст

 Сенегал
- Ісса Ндоє (2018 —)

 Югославія
- Зоран Бойович
- Саша Ковачевич
- Блаж Слишкович
- Ненад Стойкович

## Відомі тренери
- Фердінанд Сватош: 1932—1933
- Ференц Платтко: 1933
- Франц Веселік: 1934—1935
- Жан-Марк Гію: 1981—1982
- Раймон Доменек: 1984—1988
- Бернар Женгіні: 1992—1995
- Гаріб Амзін: 2013—2015[3]

## Досягнення
- Кубок Сошо:
  - Володар (1): 1932
- Чемпіонат Ельзасу (7):
  - Переможець: 1921, 1928, 1929, 1930, 1931, 1932, 1947
- Гауліга Ельзас (3):
  - Переможець: 1941, 1943, 1944
- Кубок Гауліги Ельзас (2):
  - Володар: 1943, 1944
- Кубок Ельзасу (10):
  - Володар: 1956, 1959, 1964, 1968, 1972, 1982, 1990, 2002, 2007, 2015